# Есен (село)
Вижте пояснителната страница за други значения на Есен.
Есен е село в Югоизточна България. То се намира в община Сунгурларе, област Бургас.

## География
На 3 км на север от селото тече река Луда Камчия. Селото се намира на 12 км от общинския център Сунгурларе, на 32 км от Карнобат и на 86 км от областния център Бургас.

## История
Старото име е с. Касъмчево. Преименувано на 14 август 1934 на Есен.

## Население

### Етнически състав
Преброяване на населението през 2011 г.
Численост и дял на етническите групи според преброяването на населението през 2011 г.:
|                     | Численост |
| Общо                | 77        |
| Българи             | 72        |
| Турци               | 5         |
| Цигани              | -         |
| Други               | -         |
| Не се самоопределят | -         |
| Неотговорили        | -         |

## Религии
Преди няколко години жителите на селото организират построяването на параклис.

## Културни и природни забележителности
Една от прочутите области е „Камънчетата“. Там се простират големи и стръмни скали. Селото има риболовен поминък, понеже е в близост до река Луда Камчия. До нея има преправени горски пътища. Гората е предимно иглолистна и се срещат много видове бозайници и гъби.

## Редовни събития
Селският сбор е всяка година на 24 май.

## Личности
- Петко Станев Василев [* 1890 + 1943, с. Алваново, Търговишко], партизанин, убит.
- Димитър Станков Дичев [* с. Касъмчево – Карнобатско, 18 февруари 1896 +1989], краевед и автор на „Моя живот“ С., 2011, 216 стр.